# 鶏コクシジウム症
鶏コクシジウム症（にわとりコクシジウムしょう）とは、アイメリア属 Eimeria の原虫寄生を原因とする鶏の寄生虫病。

## 概要
感染は主に糞便から排泄されたオーシストの経口摂取が原因となる。排出直後のオーシストには感染性がないが、1-2日後に成熟し感染性を有するようになる。寄生する種により病原性は異なる。これは種によりメロントやガメトサイトの大きさと寄生部位が異なるからである。鶏盲腸コクシジウム Eimeria tenella は盲腸深部に寄生し、急性盲腸コクシジウム症を引き起こす。Eimeria necatrix は小腸中央部でメロゴニー、盲腸でガメトゴニーを行い、急性小腸コクシジウム症を引き起こす。Eimeria acervulina は小腸上部に寄生し、慢性小腸コクシジウム症を引き起こす。Eimeria maxima は小腸中央部に寄生する。Eimeria brunetti は小腸下部に寄生する。診断は剖検あるいは糞便検査により行われ、糞便検査では浮遊法によりオーシストを検出する。予防に重点が置かれるため治療がおこなわれることはまれであるが、治療を行う場合はサルファ剤を飼料あるいは飲料水に0.1-0.2%の濃度になるように添加する。オーシストの殺滅には糞便、鶏舎、器具の熱消毒に殺オーシスト剤を補助的に組み合わせて行われる。発育虫体に対しては殺コクシジウム剤を飼料に添加する。
| 種                 | 主な寄生部位       |
| ------------------ | ------------------ |
| Eimeria tenella    | 盲腸               |
| Eimeria necatrix   | 小腸中・後部、盲腸 |
| Eimeria acervulina | 小腸上部           |
| Eimeria maxima     | 小腸中・後部       |
| Eimeria brunetti   | 小腸後部、盲腸根部 |
| Eimeria hagani     | 小腸上部           |